# Olympic Brugge
Olympic Brugge (OB) is een Belgische atletiekvereniging te Brugge (KBAB stamnummer 15).
De vereniging werd opgericht op 15 februari 1934 door Louis Carlier en maakte zijn clubkleuren gelijk aan die van het wapenschild van de stad Brugge: rood en blauw. De eerste voorzitter, Etienne Decraecke, zou dertig jaar lang in functie blijven. De trainingen vinden plaats in het Bloso-omnisportcentrum "Julien Saelens" te Assebroek (Brugge) – topatleet Julien Saelens zelf sloot zich bij de vereniging aan in 1936. Er is ook een afdeling te Knokke-Heist.
De vereniging geldt als organisator of medeorganisator van:
- Doortocht van Brugge (1943-1963), een internationale aflossingswedstrijd
- Guldensporenmarathon (1987-2007)
- Guldensporen 10 Mijl van Vlaanderen (2008-heden)

## Bekende (ex-)leden
- Joseph Brys
- Anne-Marie Danneels
- Peter Daenens
- Walter Herssens
- Sven Pieters
- Jozef Rombaux
- Julien Saelens
- Frank Verhelst

## Bestuursleden
- Frank Verhelst - voorzitter (2005 - ...)
- Wout Vandersteene - ondervoorzitter (2013 - ...)
- Ludo Van de Sande - secretaris (2020 - ...)
- Annette Van Haverbeke - penningmeester (2005 - ...)